# Centre Social de Sants
El Centre Social de Sants és una associació veïnal de Barcelona que treballa als barris de Sants, Hostafrancs i La Bordeta. La seva seu es troba al número 30 del carrer d'Olzinelles.
El Centre es va crear l'any 1971 fruit de la unió de diverses comissions de barri on participaven militants d'organitzacions polítiques com el PSUC o Bandera Roja. Fins aquell moment algunes de les referides comissions s'havien reunit clandestinament a la Parròquia de Sant Medir, aprofitant l'aixopluc d'aquesta als moviments clandestins de l'època, i a la guarderia Guimbó. Fruit de les reunions d'aquestes comissions va sorgir la idea de crear un centre social que aglutinés les reivindicacions del barri.
Mossèn Vidal, rector de la Parròquia de Sant Medir es va oferir a negociar la cessió d'un local al número 30 del carrer d'Olzinelles que pertanyia al Patronat Social Catòlic de Sants. Fins al moment l'edifici s'havia dedicat l'acollida de dones sense recursos i consultori mèdic. Fruit de les gestions, el Centre Social s'hi establí, i passà a ser, fins avui dia, la seva seu. Per a poder obtenir la preceptiva autorització de les autoritats franquistes, s'escollí una comissió gestora que estigués formada per "gent d'ordre", lliure d'antecedents polítics detectats per la policia, amb Josep Xarles al capdavant. En el mateix sentit, els Estatuts recollien uns objectius que defugien qualsevol adjectiu que tingués connotació d'enfrontament amb els poders públics de l'època. Amb aquests antecedents, el 15 de desembre de 1971 el Govern Civil va considerar "lícitos y determinados" els fins del Centre Social de Sants, i l'entitat va ser inscrita al "Registro provincial de Asociaciones".
L'any 1973 el centre va iniciar la campanya Cop d'ull a Sants un estudi complert de la situació social del barri de Sants. Arran d'aquest estudi el centre va presentar una exposició, en la que amb 40 plafons s'explicava la situació del barri i les reivindicacions de futur.